# Wilhelm Bröckelmann (Schauspieler, 1797)
Wilhelm Bröckelmann (18. Juni 1797 in Altona – 20. April 1854 in Stargard) war ein deutscher Theaterschauspieler, Sänger (Tenor) sowie Intendant.

## Leben
Bröckelmann wirkte bereits in frühester Jugend auf der Bühne. Er wurde zuerst in Kinderrollen beschäftigt, als junger Mann wurde man auf seinen Tenor aufmerksam. Sein erstes größeres Engagement, welches ihm Friedrich Ludwig Schröder, der auch seinen Vater förderte, verschaffte, war Hannover, hier wirkte er nicht nur als Sänger, sondern auch als Komiker. Er hatte dieses Talent von seinem Vater Wilhelm Bröckelmann geerbt. Nachdem er an mehreren anderen Bühnen mit großem Erfolg tätig gewesen war, übernahm er 1834 die Theaterdirektion in Pommern, wo er jahrelang als Theaterdirektor wirkte. Er konnte sich, durch die Direktionsgeschäfte in Anspruch genommen, nicht mehr allzu sehr als Darsteller betätigen und zeigte sich nur selten auf der Bühne. Dafür bildete aber auch sein jedesmaliges Erscheinen einen Festabend für die Zuschauer. Man konnte sich an seiner unverwüstlich heiteren Laune, seinem überraschenden Witz, worin er bis an sein Lebensende anerkannt Vorzügliches leistete, nicht sattsehen. Bei einer Gastvorstellung, die er mit seiner Gesellschaft in Stargard gab, starb er am 20. April 1854.
Verheiratet war er ab 1832 mit Julie Wagner.